# Poropuntius faucis
Poropuntius faucis là một loài thuộc lớp Cá vây tia nằm trong chi Poropuntius.